# Iserlohn Roosters
Gli Iserlohn Roosters sono una squadra di hockey su ghiaccio di Iserlohn, in Germania.

## Storia
Gli Iserlohn Roosters (pronuncia: ['ɹu:stəz], sono la squadra professionistica di hockey su ghiaccio della città di Iserlohn, Renania Settentrionale-Vestfalia, in Germania. Il club è stato ufficialmente fondato nel 1994 e nel 2000 è stato trasformato in una società a responsabilità limitata (GmbH & Co. KG) con il salto nella Deutsche Eishockey Liga (DEL), la massima lega tedesca di hockey su ghiaccio. All'inizio del 2018, è avvenuto un cambio di forma legale, diventando Iserlohn Roosters GmbH & Co. KG. Le origini del club risalgono all'EC Deilinghofen, fondato nel 1959.
La Balver Zinn Arena (ex Eisporthalle am Seilersee) è lo stadio dei Roosters, e i colori sociali del club sono il blu e il bianco.